# Alonso de Olivares y Peso
Alonso de Olivares y Peso (Madrid, ss. XV-XVI) va ser un militar castellà.
Fill i hereu de Juan de Olivares, descendent d'una família originària d'Àvila, i de Constanza del Peso. Va servir com a caporal de companyies i de capità de cavalls durant el regnat dels Reis Catòlics i de Carles I. Va ser present al setge i presa de Tournai (1521), en el context de la Guerra dels Quatre Anys. Es va casar amb la seva cosina Agustina del Peso y Mendoza, amb la qual va tenir dos fills, Alonso, l'hereu i successor, i Gabriel, per al qual es va fundar un majorat, aprovat per la reina Joana I, basat en propietats al veïnat de l'església de San Ginés de Madrid.